# Mirambel (Teruel)
Mirambel ist eine Gemeinde in der Provinz Teruel in der Autonomen Region Aragón in Spanien. Sie liegt in der Comarca Maestrazgo und hatte 2024 die Gemeinde 107 Einwohner.

## Lage
Mirambel liegt etwa 50 Kilometer (Luftlinie) in ostnordöstlicher Richtung von der Provinzhauptstadt Teruel und etwa 130 Kilometer (Luftlinie) südsüdöstlich von Saragossa in einer Höhe von ca. 995 m.

## Bevölkerungsentwicklung
| Jahr      | 1970 | 1981 | 1991 | 2001 | 2011 | 2021 |
| Einwohner | 273  | 159  | 160  | 145  | 127  | 110  |

Die Mechanisierung der Landwirtschaft sowie die Aufgabe bäuerlicher Kleinbetriebe und der daraus resultierende Verlust an Arbeitsplätzen haben seit der Mitte des 20. Jahrhunderts zu einer Landflucht geführt.

## Sehenswürdigkeiten
- frühere Burganlage der Johanniter
- Margaritenkirche
- Augustinerkonvent
- Rathaus

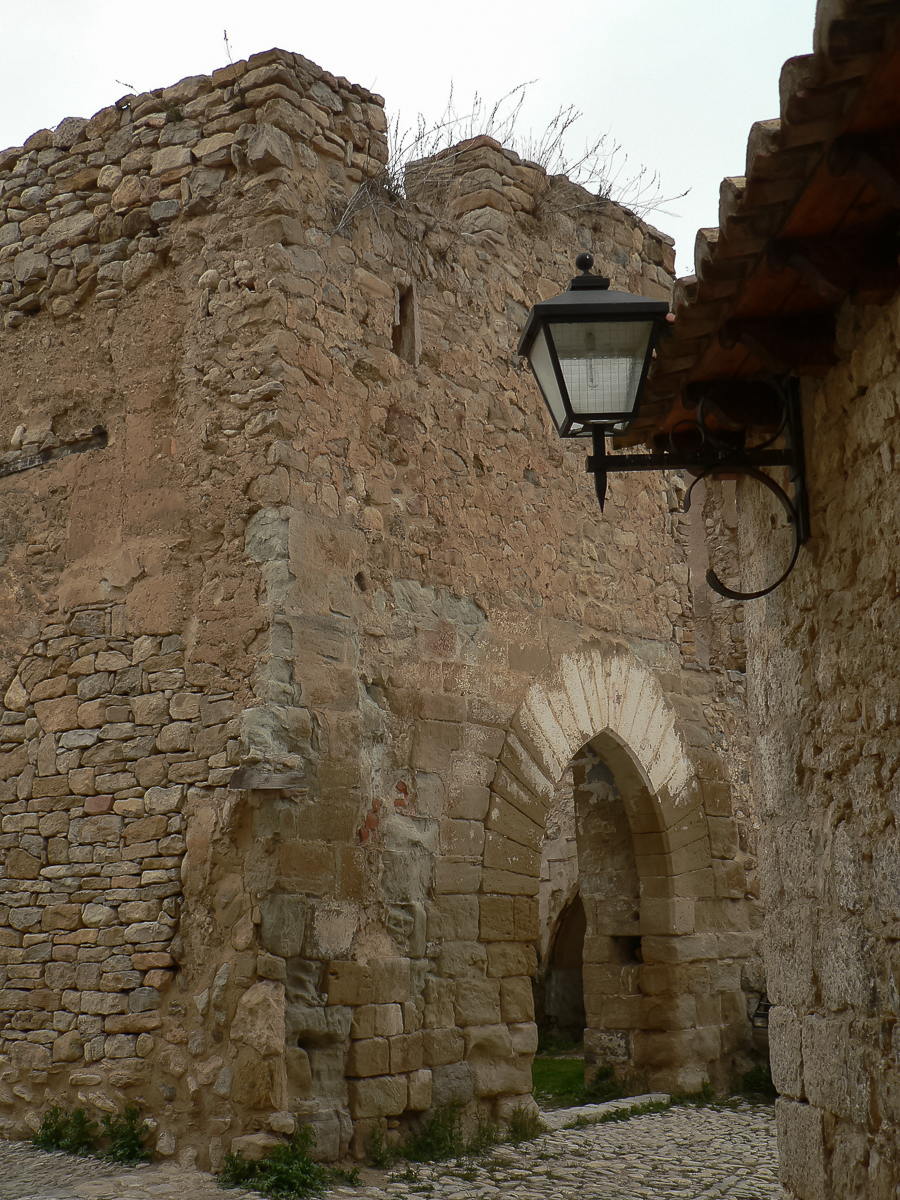
Reste der Burganlage der Johanniter
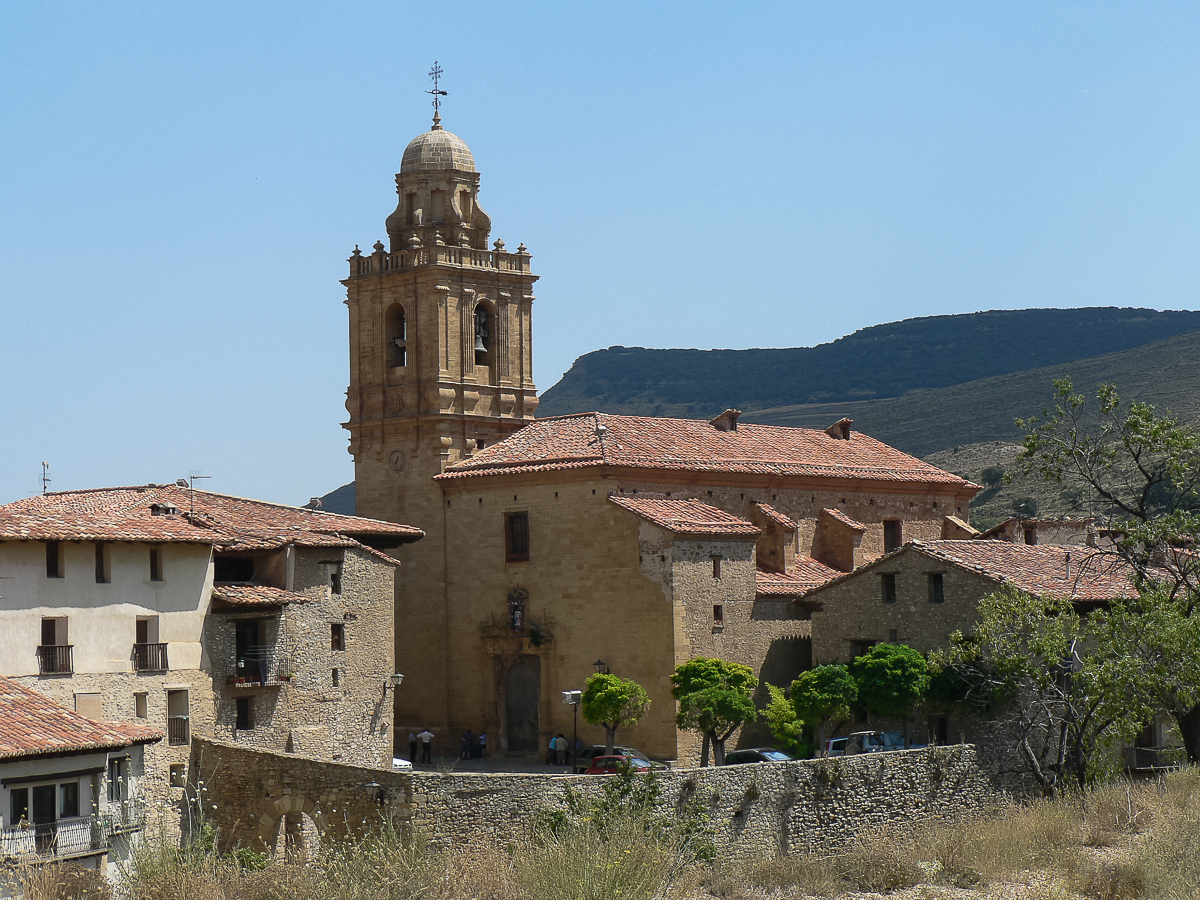
Margaritenkirche
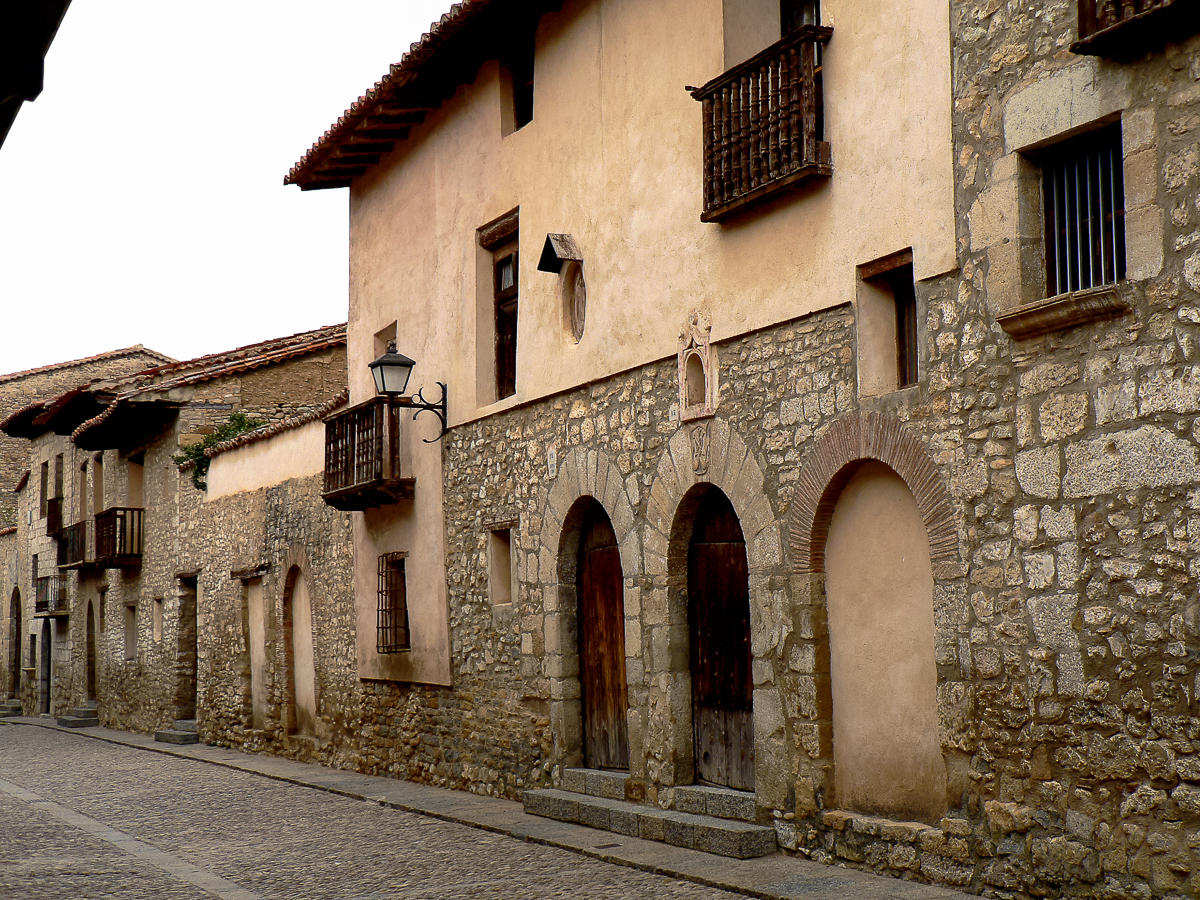
Augustinerkonvent
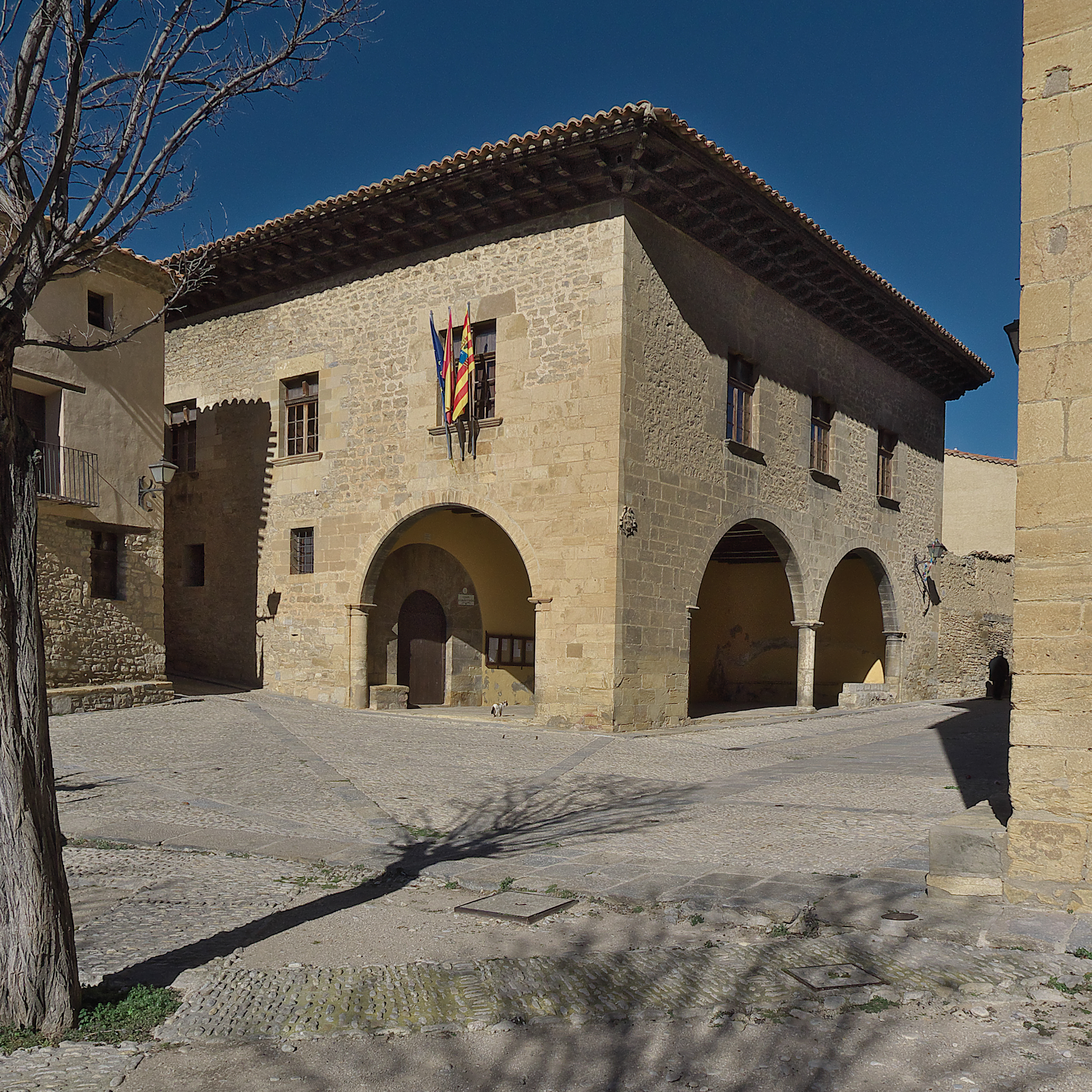
Rathaus